# Eachwick
Eachwick – przysiółek w Anglii, w Northumberland, w dystrykcie (unitary authority) Northumberland, w civil parish Stamfordham. Leży 43.3 km od miasta Alnwick, 15.3 km od miasta Newcastle upon Tyne i 408.5 km od Londynu. W 1951 roku civil parish liczyła 69 mieszkańców.